# Friedrich Alfred Krupp
Friedrich Alfred Krupp, född 17 februari 1854 i Essen, död 22 november 1902 i Essen, var en tysk industriman och chef för Kruppkoncernen 1887-1902. Han var son till Alfred Krupp.
Friedrich Alfred Krupp tog över företaget efter sin far 1887 och under hans tid som ledare för koncernen kom antalet anställda att fördubblas till 45 000. Friedrich Alfred Krupp var ofta på resande fot och på sitt sommarställe Villa Krupp på Capri. 1902 avslöjade tidningen Vorwärts att Krupp hade tveksamma förbindelser med unga män, vilket orsakade stor skandal. Krupp avled en kort tid därefter och det gjordes försök att tysta ner det hela[källa behövs].
Hans dotter Bertha Krupp von Bohlen und Halbach ärvde företaget och från 1906 var hennes man Gustav Krupp von Bohlen und Halbach chef för koncernen.